# ثورة الماو ماو وتعويضات الحكومة البريطانية
تشير ثورة الماو ماو وتعويضات الحكومة البريطانية إلى الإجراءات القانونية والتسوية اللاحقة بين حكومة المملكة المتحدة والكينيين ممن كانوا ضحايا التعذيب والانتهاكات خلال انتفاضة الماو ماو (1952-1960). وتُوِّجت القضية بتسوية تاريخية في 2013، حيث وافقت الحكومة البريطانية على دفع 19.9 مليون جنيه إسترليني كتعويضات لنحو 5,228 مُدعيًا كينيًا، وأصدرت بيانًا رسميًا تُعرب فيه عن أسفها لمعاملة المعتقلين خلال فترة الطوارئ الاستعمارية.

## خلفية تاريخية
كانت انتفاضة الماو ماو، المعروفة أيضًا باسم "حالة الطوارئ الكينية"، تمردًا مسلحًا ضد الحكم الاستعماري البريطاني في كينيا من 1952 إلى 1960. احتجزت السلطات الاستعمارية البريطانية خلال الصراع ما يُقدر بمليون ونصف كيني في معسكرات اعتقال وقرى مُحصّنة، حيث وُثّقت حالات تعذيب مُمنهج واعتداءات جنسية وغيرها من أشكال سوء المعاملة.
برزت القضية القانونية بعد عقود عندما سعى ناجون كينيون مُسنّون إلى تطبيق العدالة لما عانوه من انتهاكات. وقد ساهم كشف أرشيفات استعمارية كانت مُخبأة سابقًا في حديقة هانسلوب، والتي احتوت على آلاف الوثائق التي تُفصّل الطبيعة المُمنهجة للانتهاكات، في الإجراءات بدرجة كبيرة.

## الإجراءات القانونية

### المطالبات الأولية
رفعت شركة لي داي للمحاماة، ومقرها لندن، دعوى تعويض ضد الحكومة البريطانية في 23 يونيو 2009، نيابةً عن خمسة كينيين مُسنّين زعموا تعرضهم للتعذيب على يد القوات الاستعمارية البريطانية خلال "حالة الطوارئ الكينية". كان المدعون الأصليون هم:
- نديكو موتوا - زعم تعرضه للإخصاء أثناء الاحتجاز
- باولو موكا نزيلي - زعم تعرضه للإخصاء أثناء الاحتجاز
- جين موثوني مارا - زعم تعرضها للاعتداء الجنسي والتعذيب
- وامبوغو وا نينجي - زعم تعرضها للضرب المبرح والتعذيب
- سوزان سيونغومبي نغوندي - زعم تعرضها للتعذيب (توفيت أثناء الإجراءات في 2011)

### رد فعل الحكومة والتحديات القانونية
طعنت الحكومة البريطانية في البداية في الادعاءات لأسباب متعددة، بحجة أن:
- انقضاء وقت طويل على الأحداث المزعومة.
- وجوب رفع الدعاوى ضد الحكومة الكينية بصفتها الدولة الخليفة.
- لم تكن هناك أدلة كافية لدعم الادعاءات.[4]

### اكتشاف أرشيفات هانسلوب بارك
جاءت نقطة تحول حاسمة مع الكشف عن أرشيفات وزارة الخارجية والكومنولث المهاجرة في هانسلوب بارك في باكينغهامشاير. احتوت هذه المحفوظات على ما يقارب 8,800 ملف من 37 مستعمرة بريطانية سابقة، بما في ذلك كينيا، نُقلت سرًا إلى المملكة المتحدة خلال فترة إنهاء الاستعمار.
وقد عزز اكتشاف هذه الوثائق، التي تُفصّل التعذيب والانتهاكات المنهجية في معسكرات الاعتقال الكينية، قضية المدعين بشكل كبير، وقوّض موقف الحكومة القائل بأن هذه الانتهاكات كانت حوادث معزولة ارتكبها أفراد مارقون.

### حكم المحكمة العليا
قضت محكمة العدل العليا، برئاسة القاضي ماكومب، بإمكانية استمرار المدعين الثلاثة الناجين (موتوا، ونزيلي، ومارا) في قضيتهم ضد وزارة الخارجية وشؤون الكومنولث في 5 أكتوبر 2012. ووجد القاضي أنه على الرغم من مرور الوقت، توجد أدلة كافية على أن المدعين لديهم "قضايا جنائية قابلة للنقاش" وأنه من الممكن الحصول على محاكمة عادلة.
كان هذا الحكم مهمًا لأنه كان المرة الأولى التي تسمح فيها محكمة بريطانية بإحالة دعاوى انتهاكات الحقبة الاستعمارية إلى المحاكمة.

## التسوية والتعويض

### بيان حكومي
أعلن وزير الخارجية ويليام هيغ أمام مجلس العموم أن الحكومة البريطانية توصلت إلى تسوية خارج المحكمة مع مدعي الماو ماو في 6 يونيو 2013. وفي بيانه، أعرب هيغ عن "أسفه الصادق" للانتهاكات التي وقعت، وأقرّ بتعرض الكينيين للتعذيب وغيره من ضروب سوء المعاملة على يد الإدارة الاستعمارية.
مع ذلك، أصرت الحكومة على عدم تحملها أي مسؤولية قانونية عن أفعال الإدارة الاستعمارية، وأكدت أن التسوية تمت دون إقرار بالمسؤولية.

### التعويض المالي
نصت التسوية على ما يلي:
- إجمالي التعويضات: 19.9 مليون جنيه إسترليني.
- عدد المطالبين: 5,228 ناجيًا كينيًا.
- المدفوعات الفردية: حوالي 2,600 جنيه إسترليني لكل مطالب.
- التكاليف القانونية: تغطيها الحكومة البريطانية.
- صندوق النصب التذكاري: تمويل إضافي لبناء نصب تذكاري في نيروبي.[8]

### النصب التذكاري
موّلت الحكومة البريطانية بناء نصب تذكاري في نيروبي كجزء من التسوية، لإحياء ذكرى ضحايا التعذيب وسوء المعاملة خلال الحقبة الاستعمارية. وقد افتُتح النصب التذكاري، الذي يحمل رسميًا اسم "النصب التذكاري لضحايا التعذيب وسوء المعاملة في الحقبة الاستعمارية، 1952-1960"، في 12 سبتمبر 2015 في حديقة أوهورو.

## الأهمية التاريخية

### سابقة قانونية
صنعت تسوية الماو ماو سوابق قانونية مهمة:
- أول دعوى ناجحة ضد الحكومة البريطانية بشأن انتهاكات الحقبة الاستعمارية.
- أثبتت إمكانية مقاضاة المظالم التاريخية عبر المحاكم رغم مرور الزمن.
- وضعت إطارًا للمطالبات المستقبلية المحتملة لضحايا الانتهاكات الاستعمارية.[10]

### التأثير على الفهم التاريخي
ساهمت القضية في إعادة تقييم أوسع للتاريخ الاستعماري البريطاني:
- لفتت الانتباه إلى أدلة سابقة على التعذيب المنهجي، والتي كانت مطموسة.
- سلطت الضوء على التدمير المتعمد وإخفاء المحفوظات الاستعمارية.
- أثرت على البحث الأكاديمي حول إنهاء الاستعمار والعنف الاستعماري.
- أثارت دعوات لإجراء تحقيقات مماثلة في صراعات استعمارية أخرى.[11]

### مساءلة الحكومة
مثلت التسوية اعترافًا نادرًا من الحكومة البريطانية بانتهاكات الحقبة الاستعمارية، على الرغم من أن النقاد أشاروا إلى:
- رفض الحكومة تحمل المسؤولية القانونية.
- مبالغ التعويضات المتواضعة نسبيًا.
- التأخير الطويل في معالجة هذه المظالم التاريخية.
- تساؤلات حول مطالبات أخرى لم تُحل من الحقبة الاستعمارية.[12]

## العواقب والقضايا المستمرة

### توزيع التعويضات
بدأ توزيع مدفوعات التعويضات في عام 2013، وصُرفت معظم الأموال بحلول عام 2015. ومع ذلك، واجهت العملية العديد من التحديات:
- التحقق من هويات المطالبين وتجاربهم.
- الوصول إلى الناجين المسنين في المناطق النائية.
- إدارة التوقعات بشأن مبالغ التعويضات.
- معالجة مطالبات من لم تشملهم التسوية الأصلية.[13]

### التداعيات الأوسع
أثرت تسوية ماو ماو على النقاشات حول:
- التعويضات عن مظالم تاريخية أخرى.
- مسؤولية القوى الاستعمارية السابقة عن الانتهاكات الماضية.
- حفظ الأرشيفات الاستعمارية وإمكانية الوصول إليها.
- آليات العدالة الانتقالية لمعالجة الأخطاء التاريخية.

## الانتقادات والنقاش
لقيت التسوية ردود فعل متباينة، حيث جادل المؤيدون بأنها:
- قدّمت اعترافًا متأخرًا بالانتهاكات الاستعمارية.
- وفرت قدرًا من العدالة للناجين المسنين.
- أرست سابقة مهمة للمساءلة.

فيما جادل المنتقدون بأنها:
- لم ترق إلى مستوى الاعتراف الكامل بالمسؤولية.
- قدّمت تعويضات غير كافية لحجم المعاناة.
- فشلت في معالجة أنماط أوسع من العنف الاستعماري.
- جاءت متأخرة جدًا بالنسبة للعديد من الضحايا الذين توفوا بالفعل.[14]